# Adrian Meyer
Adrian Meyer (* 29. Oktober 1942 in Baden AG) ist ein Schweizer Architekt und emeritierter Universitätsprofessor.

## Werdegang
Adrian Meyer wuchs mit zwei Geschwistern an der Römerstrasse in Baden auf. Er absolvierte 1966 eine Lehre als Hochbauzeichner am Technikum Winterthur und arbeitete zwischen 1964 und 1966 bei Rudolf + Esther Guyer in Zürich. Nach Studienaufenthalten in New York und Philadelphia gründete er 1968 mit Urs Burkard ein Architekturbüro in Baden. Zwischen 1970 und 1996 arbeiteten sie mit Max Steiger zusammen. Meyer lehrte an der ETH Zürich und an der TU Wien. Er ist seit 1981 Mitglied im BSA und im SIA.
Er war Mitinitiant der Badener Stadtbildkommission und Mitbegründer der Gruppe Badener Architekten.
Adrian Meyer unterhält seit 2008 ein Atelier im Schwaderhof Birrwil. 

## Bauwerke (Auswahl)
- 1967: Trudelhaus Baden
- 1968: Stadthaus Amsterdam, Projektwettbewerb 4. Preis
- 2003: Wohnbau Martinsberg, Baden
- 2004: Wohnanlage Häberlimatte, Zollikofen
- 2005: Zürcher Hochschule Winterthur, Dienstleistungs- und Verwaltungszentrum, Winterthur
- 2006: Wohn und Geschäftshaus Falken, Baden
- 2006: Umbau Berufsbildungszentrum Martinsberg, Baden
- 2005: Medienhaus AZ Medien Aarau
- 2006: Berufsbildungszentrum Bruggerstrasse, Baden
- 2018: Hochhaus Suurstoffi, Rotkreuz
- 2021: Sportzentrum Kerenzerberg, Filzbach
- 2022: Hochhaus BäreTower Ostermundigen

## Ehemalige Mitarbeiter
- 1994–1996: Bruno Krucker
- 1992–1998: Adrian Streich

## Assistenten
- 1994–1998: Thomas von Ballmoos
- 1998–2001: Adrian Streich
- Jan Kinsbergen

## Schüler
- Matthias Müller[1]
- Daniel Niggli